# Pachylia ficus
Pachylia ficus är en fjärilsart som beskrevs av Carl von Linné 1758. Pachylia ficus ingår i släktet Pachylia och familjen svärmare. Inga underarter finns listade i Catalogue of Life.

## Bildgalleri

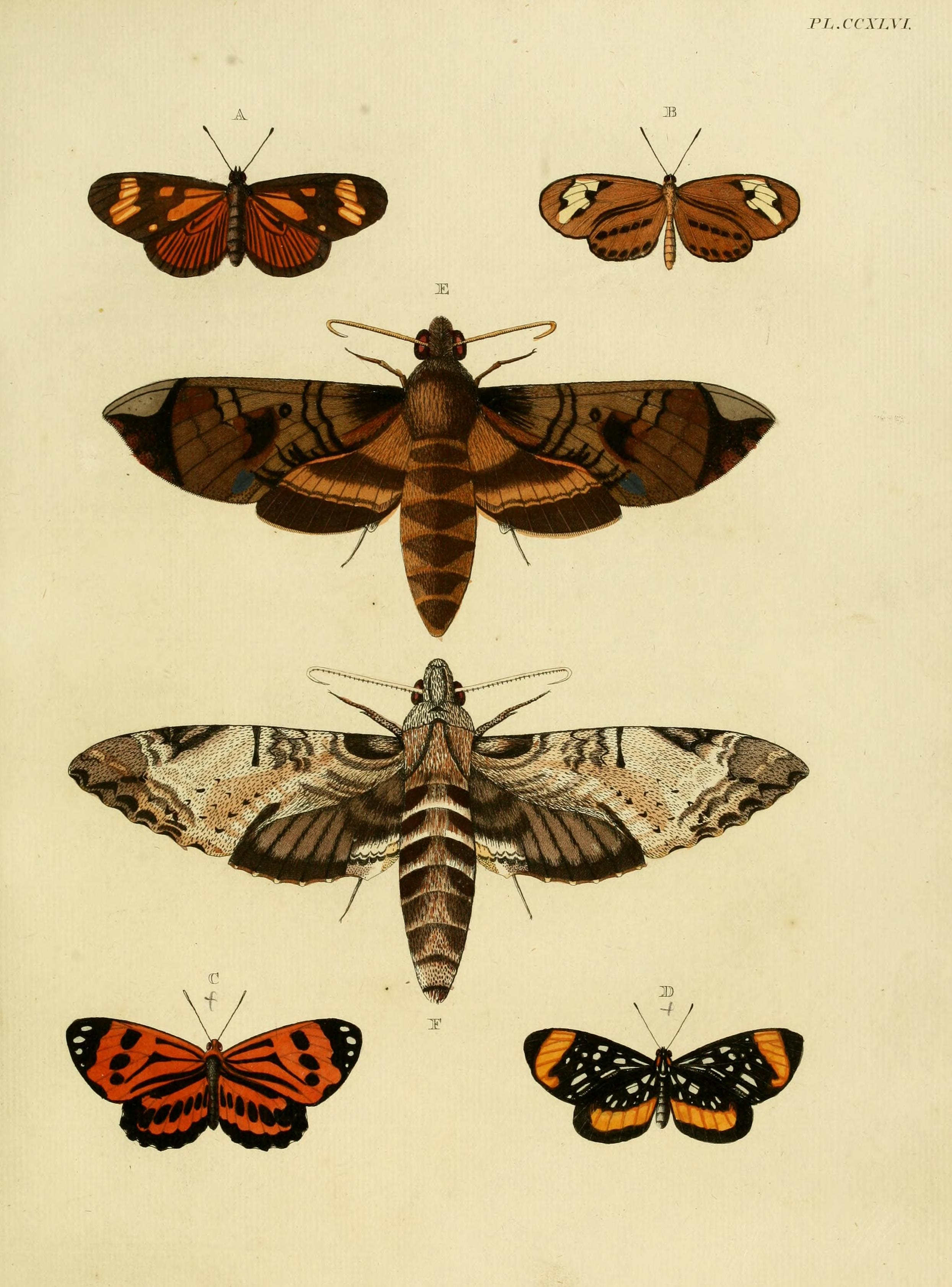
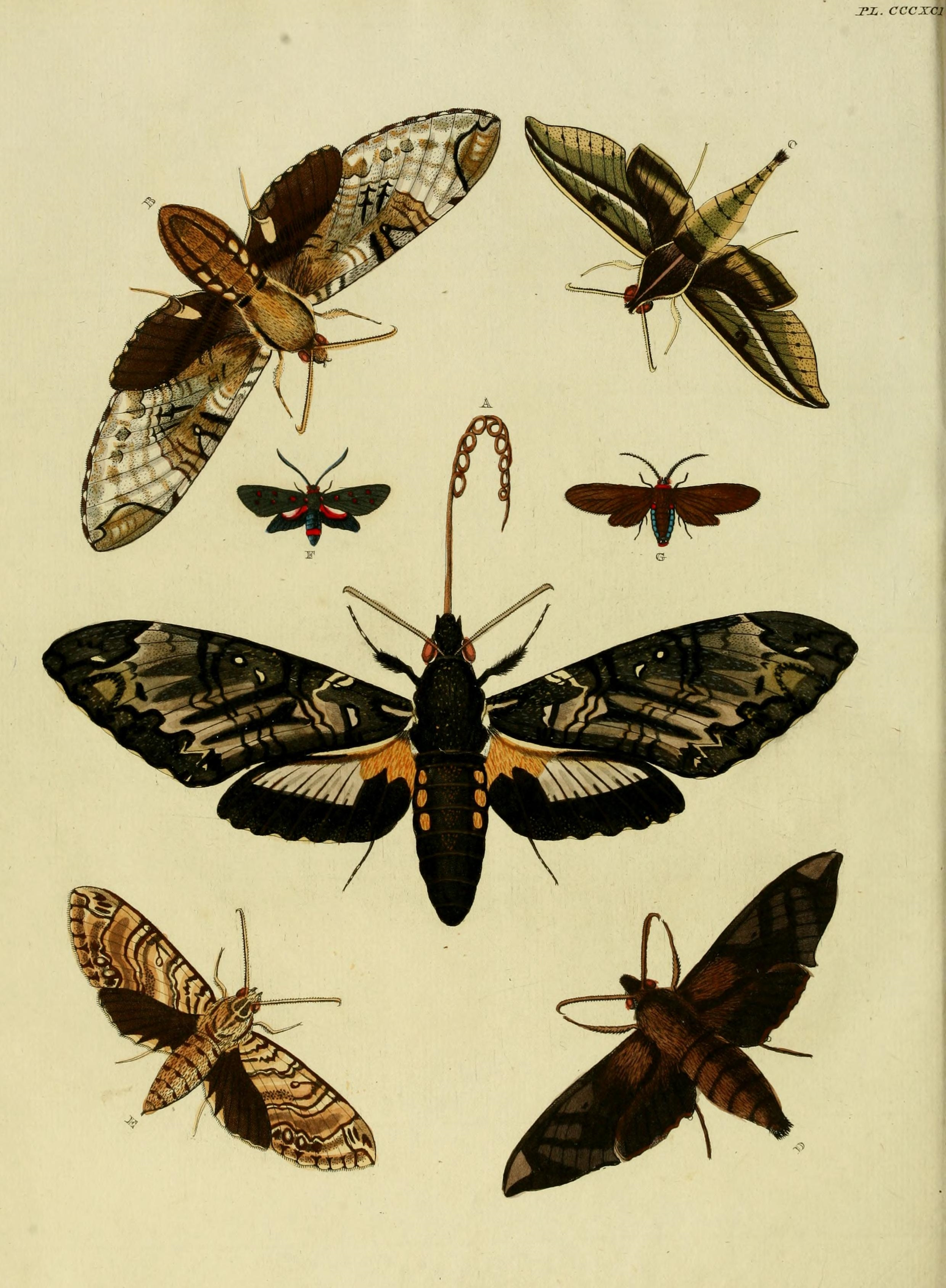
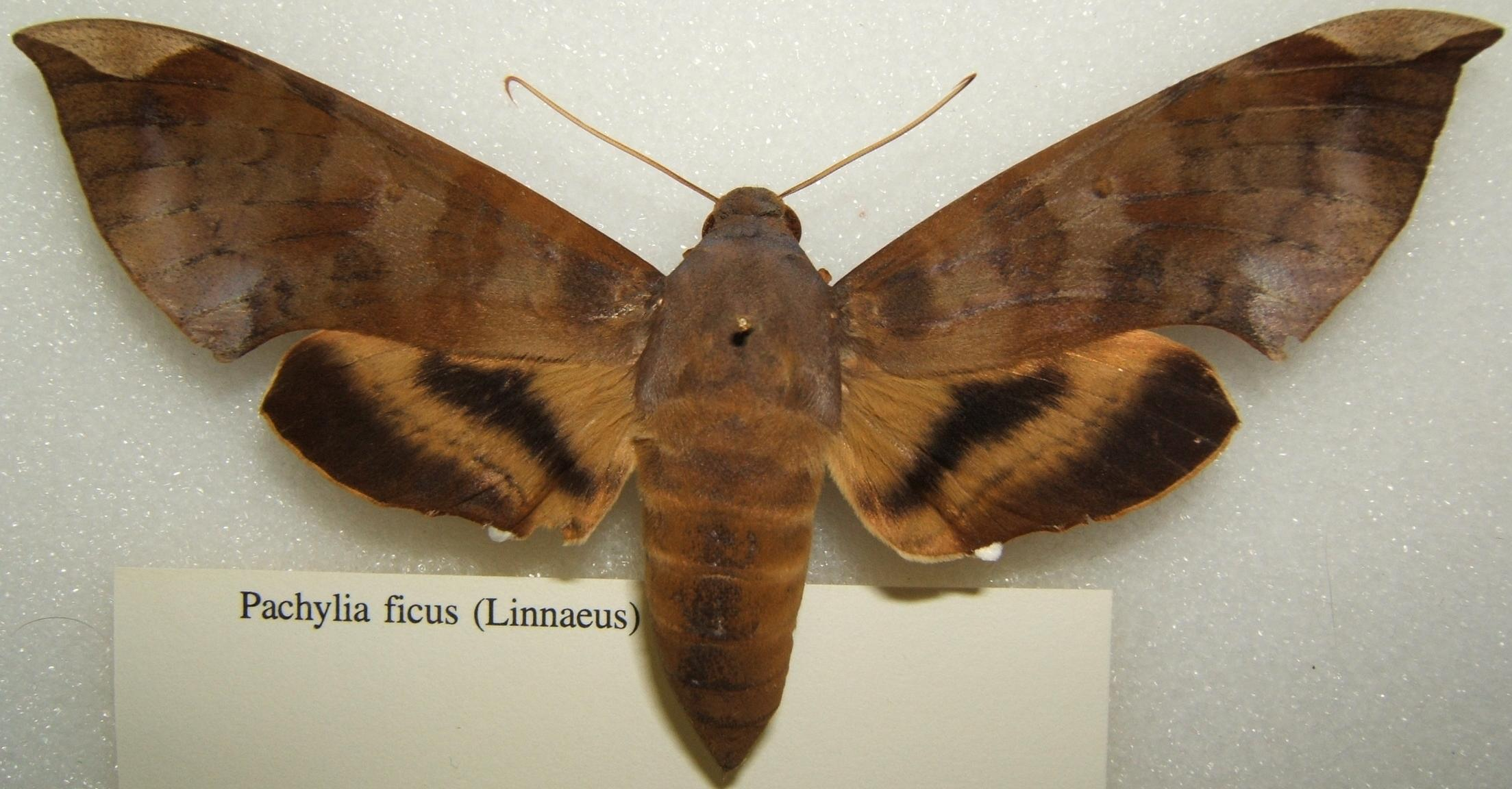

## Beskrivning

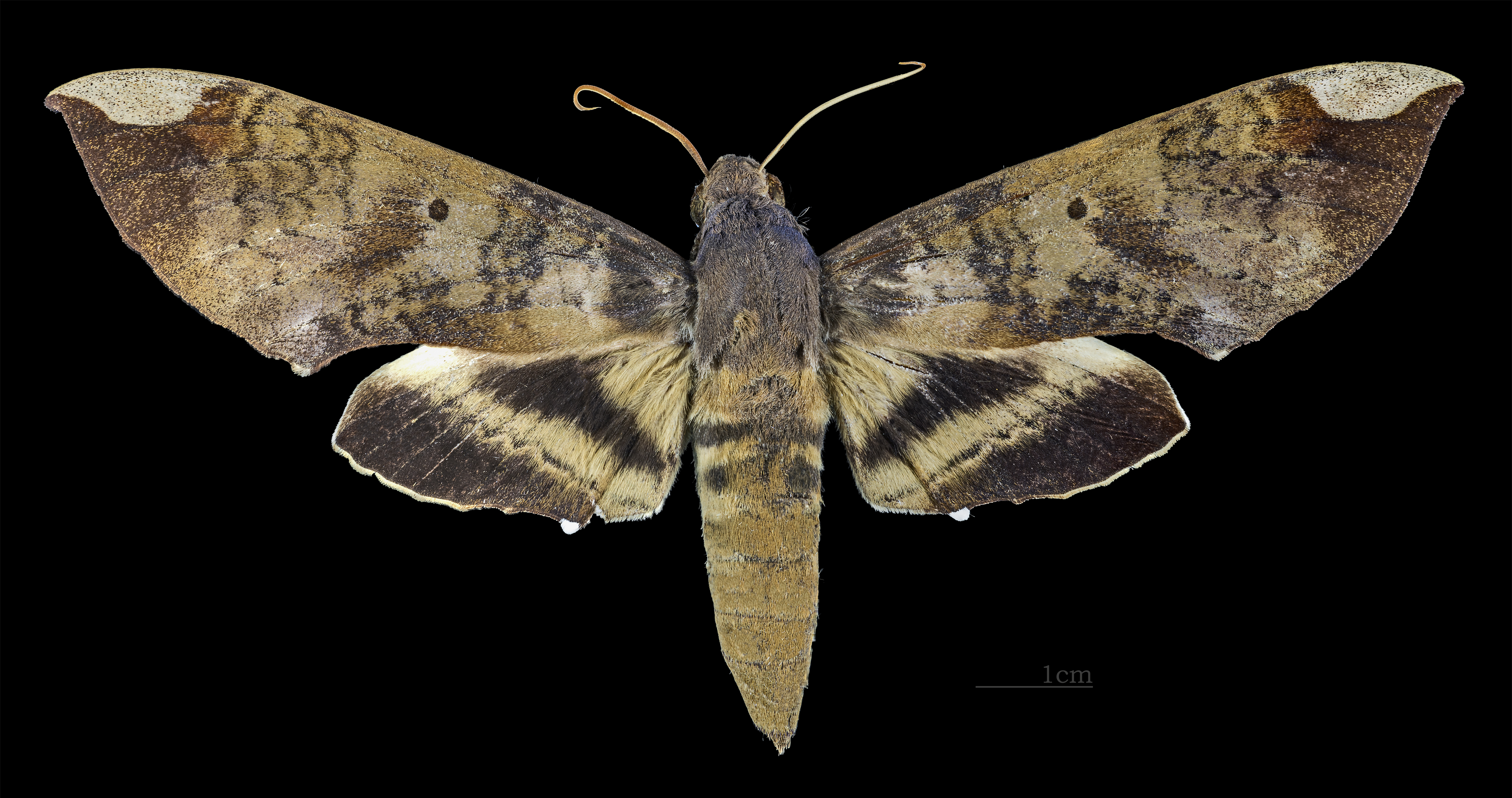
Pachylia ficus ♂
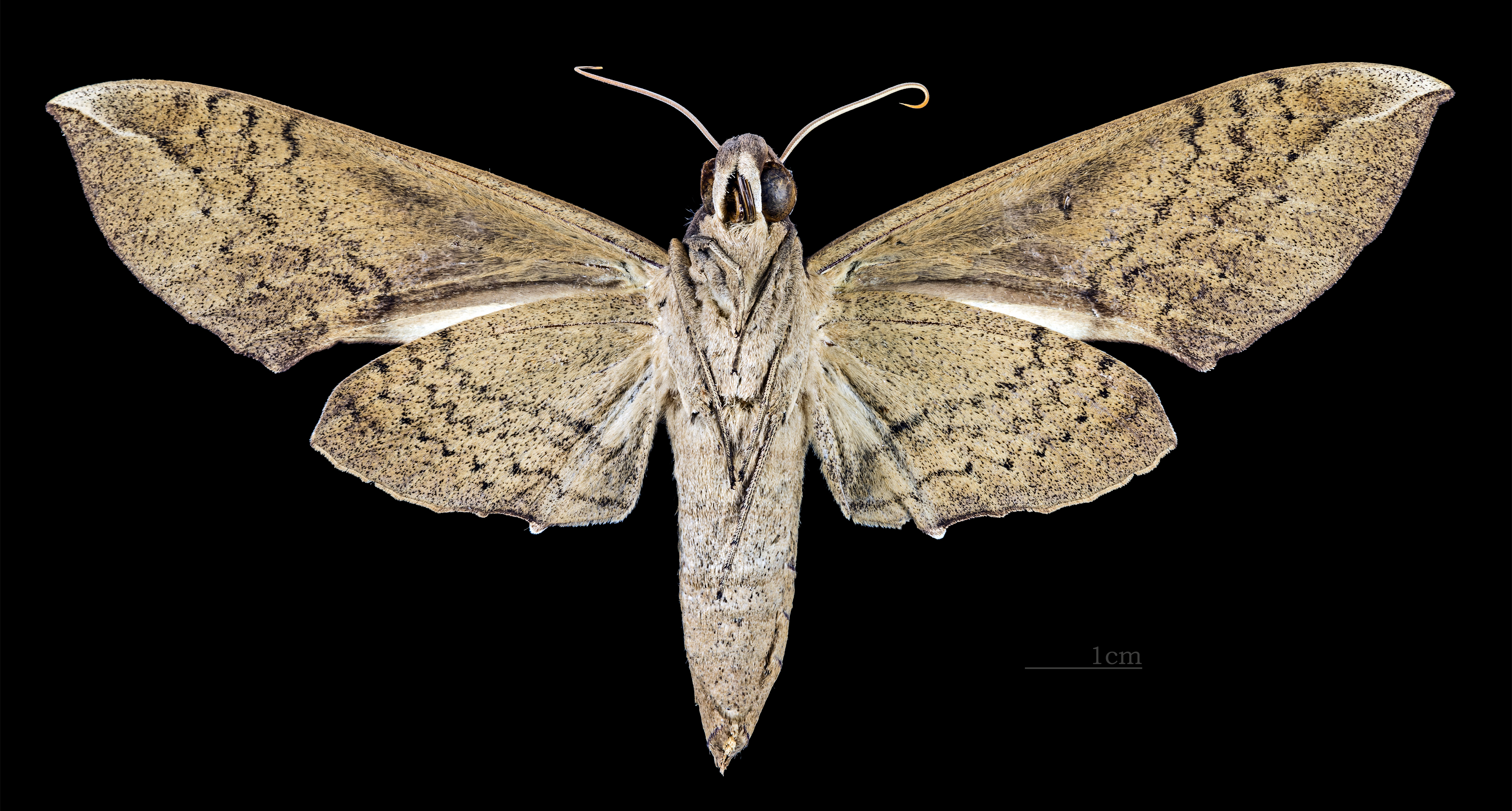
Pachylia ficus ♂ △
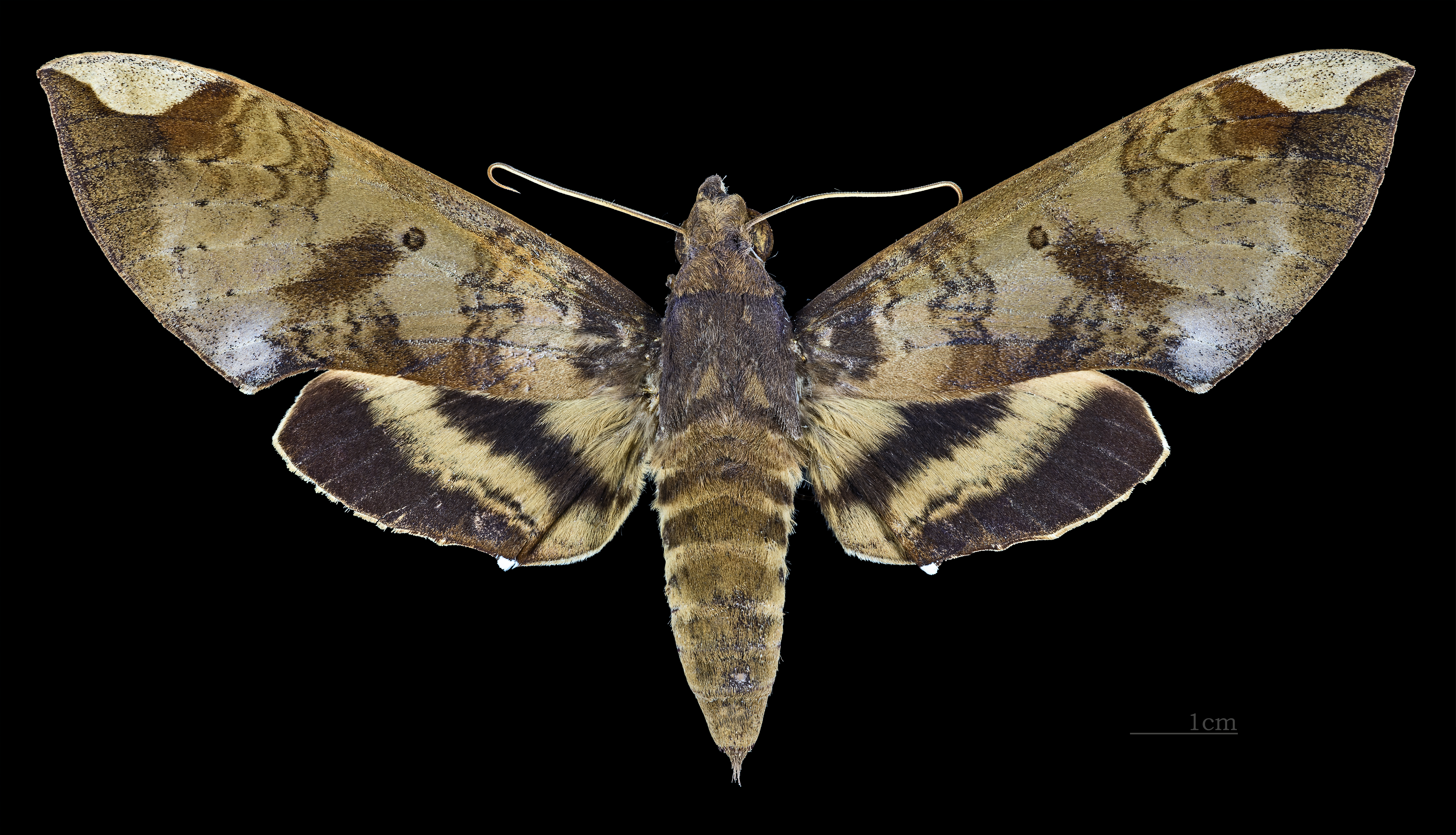
Pachylia ficus ♀
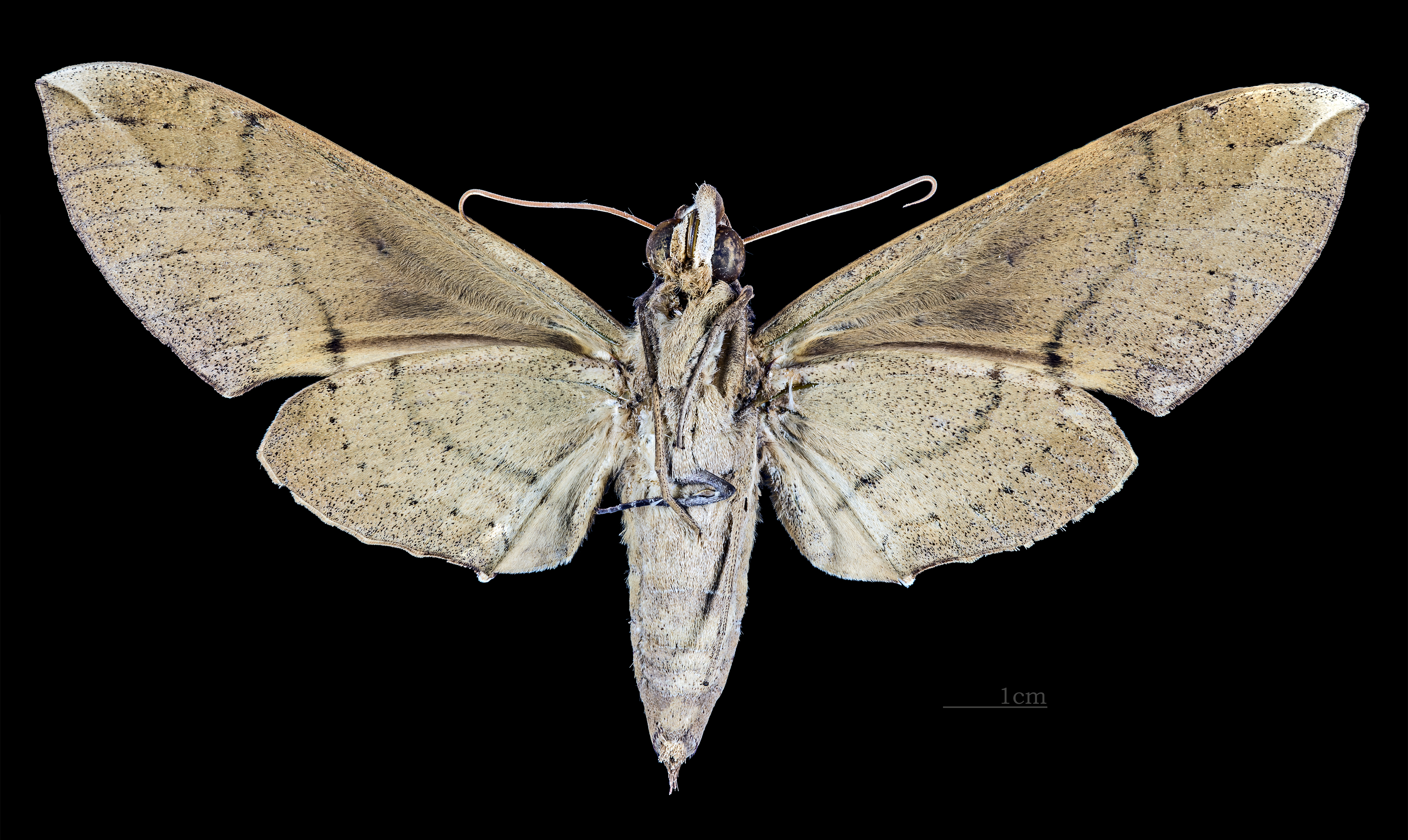
Pachylia ficus ♀  △